# ألفي بيغز
ألفي بيغز (بالإنجليزية: Alfie Biggs) هو لاعب كرة قدم بريطاني في مركز الهجوم، ولد في 8 فبراير 1936 في برستل في المملكة المتحدة، وتوفي في 20 أبريل 2012 في بول في المملكة المتحدة. لعب مع بريستون نورث إيند وسوانزي سيتي ونادي بريستول روفيرز ونادي والسول.